# 德普蒂 (印第安納州)
德普蒂（英語：Deputy）是位於美國印第安納州傑佛遜縣的一個人口普查指定地區。

## 人口
根據2010年美國人口普查的數據，德普蒂的面積為0.19平方千米，當中陸地面積為0.19平方千米，而水域面積為0.00平方千米。當地共有人口86人，而人口密度為每平方千米452.63人。